# Danny Woodburn

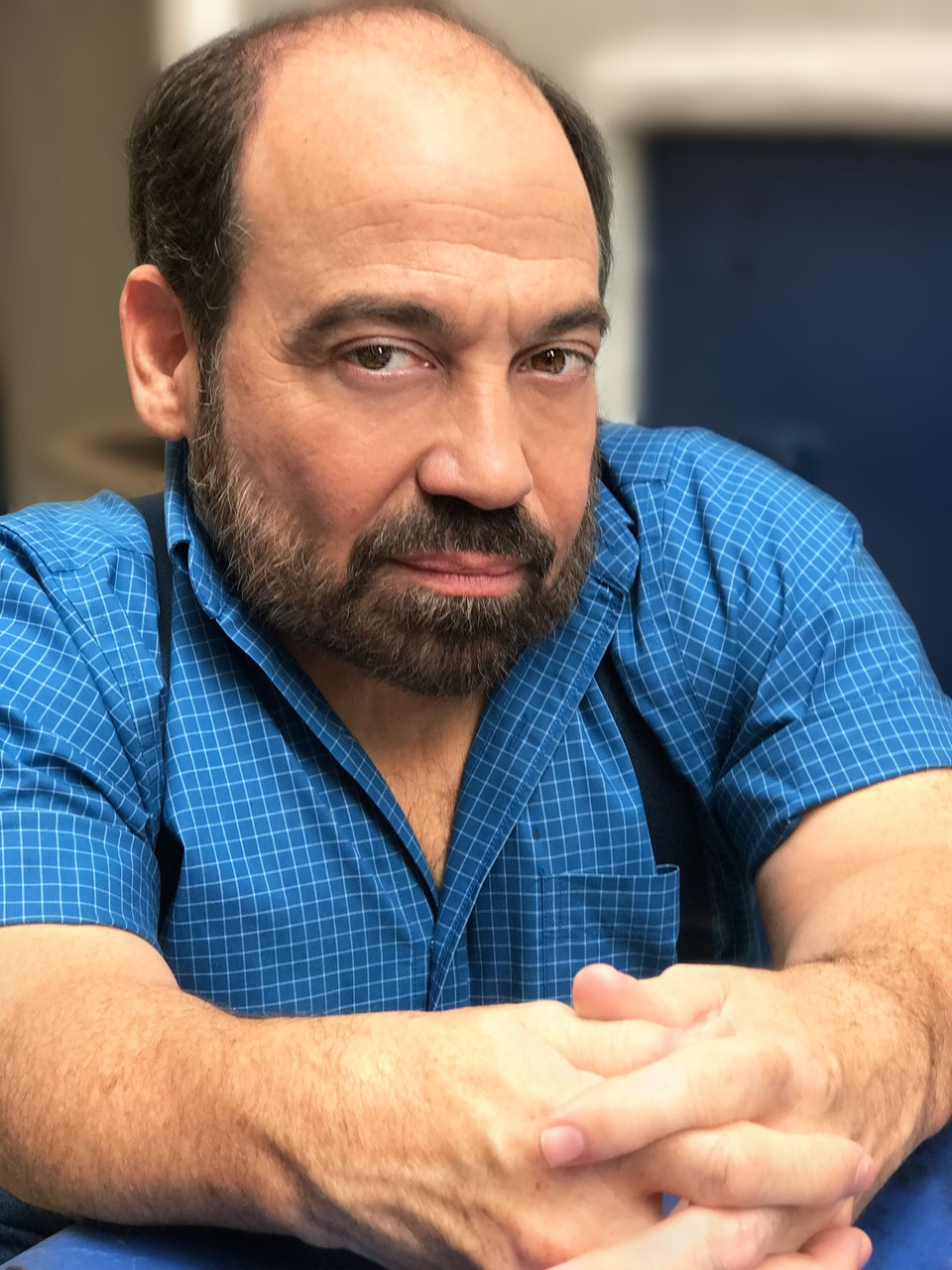
Danny Woodburn (2017)

Danny Woodburn (* 26. Juli 1964 in Philadelphia, Pennsylvania) ist ein US-amerikanischer Schauspieler.

## Leben
Danny Woodburn ist der Sohn eines Profigolfers und einer Krankenschwester. Er wuchs in Philadelphia auf und besuchte dort die Temple University School of Communications and Theater. Nach dem Abschluss erhielt er 2001 den Alumni Achievement Award.
Seine bekannteste Rolle war Mickey Abbott in der Sitcom Seinfeld. Er trat über 100 mal in TV-Produktionen auf, unter anderem in Baywatch – Die Rettungsschwimmer von Malibu, Special Unit 2 – Die Monsterjäger und Charmed – Zauberhafte Hexen. Außerdem spielte er u. a. in Versprochen ist versprochen (1996), Die Flintstones in Viva Rock Vegas (2000) und in einer Folge der Serie Meine wilden Töchter  mit.
Danny Woodburn ist lediglich 1,22 m groß und spielte daher – wie viele kleinwüchsige Schauspieler – in seiner Anfangszeit oft Kinder. Noch heute tritt er für die Belange von Kleinwüchsigen und Behinderten ein. Außerdem arbeitet er für den Screen Actors Guild Performers with Disabilities Committee.
Er ist mit der Schauspielerin und Komikerin Amy Buchwald verheiratet.

## Filmografie (Auswahl)
- 1994, 1998: Baywatch – Die Rettungsschwimmer von Malibu (Baywatch, Fernsehserie, 3 Folgen)
- 1994–1998: Seinfeld (Fernsehserie, 7 Folgen)
- 1996: Versprochen ist versprochen (Jingle All the Way)
- 1997–1998: Conan, der Abenteurer (Conan the Adventurer, Fernsehserie, 22 Folgen)
- 2000: Die Flintstones in Viva Rock Vegas (The Flintstones in Viva Rock Vegas)
- 2001–2002: Special Unit 2 – Die Monsterjäger (Special Unit 2, Fernsehserie, 19 Folgen)
- 2002: Tötet Smoochy (Death to Smoochy)
- 2006, 2013–2014: Bones – Die Knochenjägerin (Bones, Fernsehserie, 3 Folgen)
- 2007: Monk (Fernsehserie, Folge 5x13)
- 2008: iCarly (Fernsehserie, Folge 2x09)
- 2009: Santa Buddies – Auf der Suche nach Santa Pfote (Santa Buddies)
- 2010: Santa Pfotes großes Weihnachtsabenteuer (The Search for Santa Paws)
- 2012: Santa Pfote 2 – Die Weihnachts-Welpen (Santa Paws 2: The Santa Pups)
- 2012: Bad Ass
- 2012: Spieglein Spieglein – Die wirklich wahre Geschichte von Schneewittchen (Mirror Mirror)
- 2012–2014: Crash & Bernstein (Fernsehserie, 12 Folgen)
- 2014: Teenage Mutant Ninja Turtles
- 2015: Lavalantula – Angriff der Feuerspinnen (Lavalantula)
- 2017: Dead Ant – Monsters vs. Metal
- 2021: The Neighborhood (Fernsehserie, 1 Folge)
- 2021: Seattle Firefighters – Die jungen Helden (Station 19, Fernsehserie, 1 Folge)
- 2023: Billions (Fernsehserie, 1 Folge)